# 3-D Ultra Minigolf
3-D Ultra Minigolf är ett datorspel utvecklat av Sierra On-Line (nuvarande Sierra Entertainment), utgivet 1997 till Windows 3.x och Windows 95.